# Senija
Senija es un municipio de la Comunidad Valenciana, España. Situado en el noreste de la provincia de Alicante, en la comarca de la Marina Alta. Cuenta con una población de 696 habitantes (INE 2024).

## Geografía
Senija se extiende al pie de una pequeña montaña, pareciendo la continuación de esta. El relieve del municipio es ondulado.
Se encuentra en el margen izquierdo de la A-7, desde la que se puede acceder al pueblo cogiendo la salida en Benisa. También está comunicada por la carretera que, desde Parcent, cruza Jalón. 

### Barrios y pedanías
En el término municipal de Senija se encuentra también el núcleo de población de Cometa.

### Localidades limítrofes
Limita con los términos municipales de Benisa, Gata de Gorgos y Llíber.

## Historia
En el siglo XVI estaba poblada exclusivamente de moriscos; tenía 34 familias en 1563, que eran 52 en 1602. En 1622, tras la expulsión de los moriscos realizada en 1609, aparece una población de 33 familias cristianas, cifras sensiblemente inferior a la de los últimos años de la etapa morisca.
En el siglo XVII pertenecía a la familia de los Zapata, caballeros mercaderos. En 1794 contaba ya con 121 familias que se dedicaban principalmente a la elaboración de pasas y uvas con destinación a la exportación.

## Geografía humana

### Demografía
Cuenta con una población de 696 habitantes (INE 2024).
| Gráfica de evolución demográfica de Senija entre 1842 y 2021                                                          |
| |
| Población de derecho según los censos de población del INE. Población de hecho según los censos de población del INE. |

| Nacionalidad | Hombres | Mujeres | Total | %     | Proporción |
| ------------ | ------- | ------- | ----- | ----- | ---------- |
| Española     | 208     | 207     | 415   | 66.6% |            |
| Extranjera   | 113     | 95      | 208   | 33.3% |            |

### Economía
Su economía es básicamente agrícola y predomina el cultivo de secano de la viña, el almendro, el olivo, el algarrobo y los cereales. Muchos de sus vecinos trabajan también en el sector servicios de los pueblos costeros cercanos.

## Política
| Periodo   | Nombre                   | Partido        |
| --------- | ------------------------ | -------------- |
| 1979-1983 | Francisco Ivars Pérez    | UCD            |
| 1983-1987 | Francisco Ivars Pérez    | AP             |
| 1987-1991 | Francisco Ivars Pérez    | APPP           |
| 1991-1995 | Francisco Mas Ginestar   | PP             |
| 1995-1999 | Bernardo Moragues Mas    | PP             |
| 1999-2003 | Bernardo Moragues Mas    | PP             |
| 2003-2007 | Bernardo Moragues Mas    | PP             |
| 2007-2011 | Josep Moragues Santacreu | PSPV-PSOE      |
| 2011-2015 | Josep Ivars Crespo       | BLOC-Compromís |
| 2015-2019 | Josep Ivars Crespo       | Compromís      |
| 2019-2023 | Joaquín Ginestar Roselló | Compromís      |
| 2023-act. | Pepa Argudo Ferrer       | Som Senija     |

## Fiestas

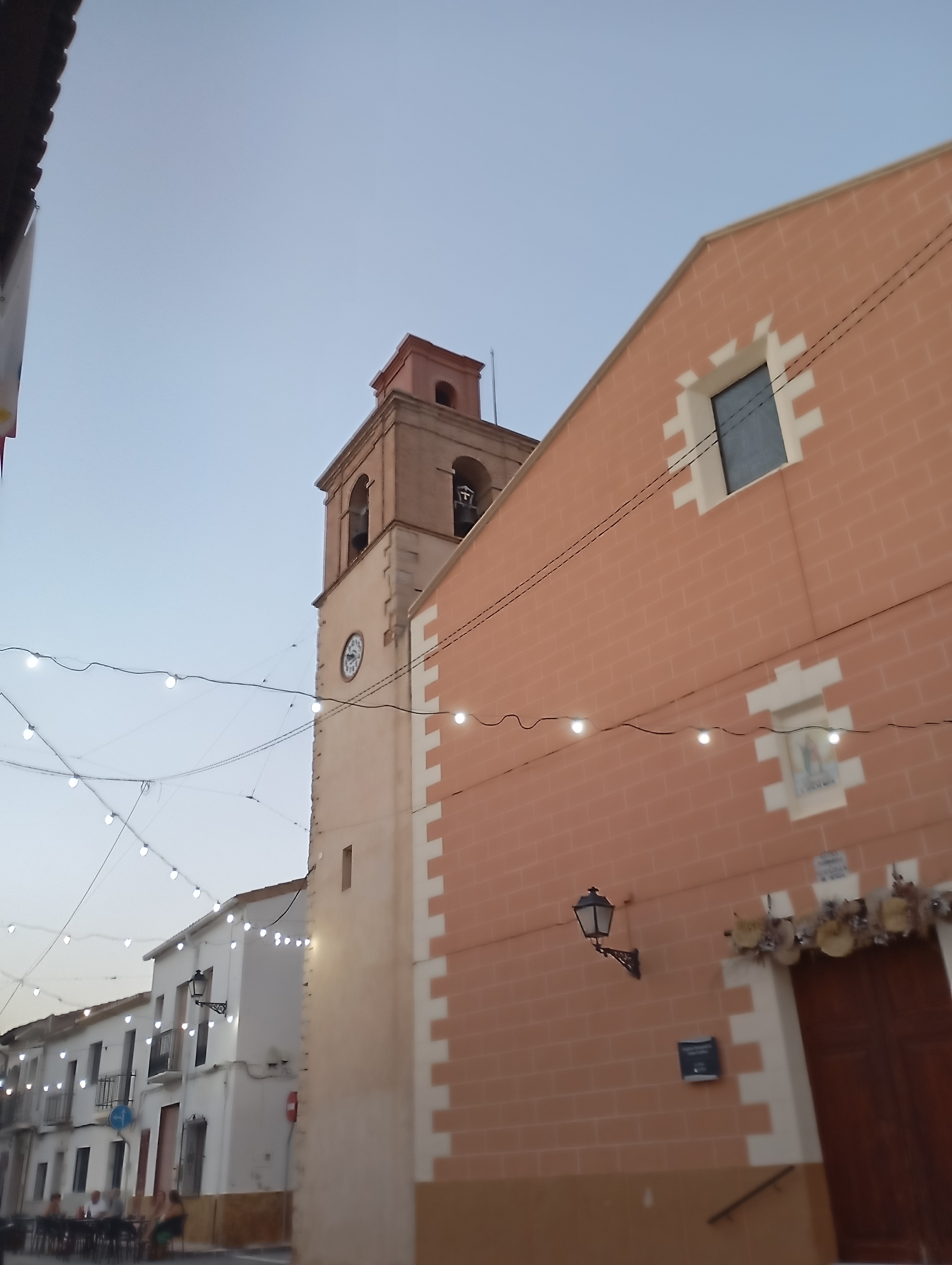
Campanario de la Iglesia Santa Catalina de Senija.

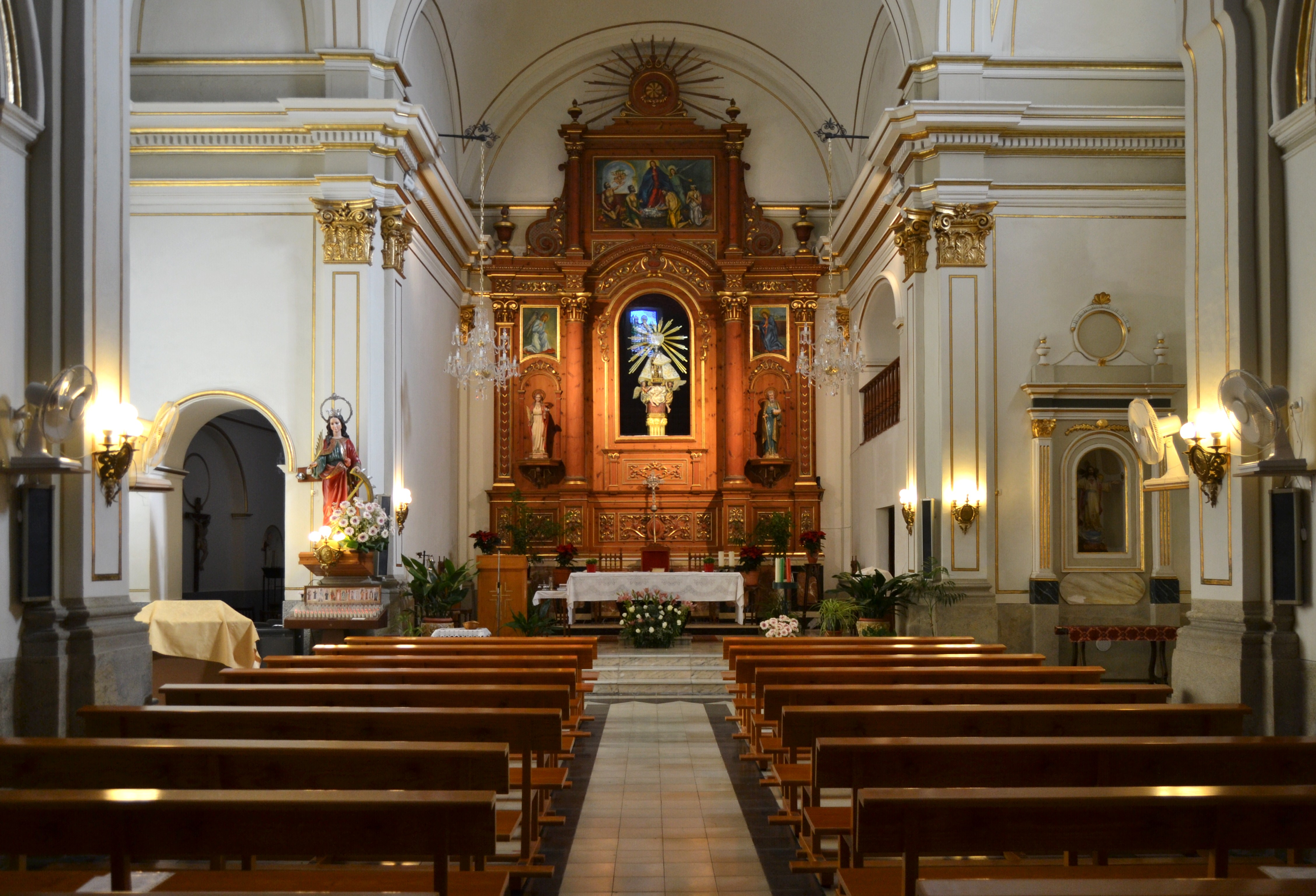
Interior de la iglesia de Santa Catalina

- Fiestas Patronales. Se celebran en honor de la Virgen de los Desamparados y de Santa Catalina Mártir durante el primer fin de semana de mayo.

- Fiestas de Verano.

Primer fin de semana de agosto: Fiestas en la partida de la Cometa
14 y 15 de agosto: Fiestas de la Asunción